# Euparatettix albonemus
Euparatettix albonemus is een rechtvleugelig insect uit de familie doornsprinkhanen (Tetrigidae). De wetenschappelijke naam van deze soort is voor het eerst geldig gepubliceerd in 2004 door Zheng & Deng.